# Montsenelle
Montsenelle ist eine französische Gemeinde mit 1.438 Einwohnern (Stand 1. Januar 2022) im Département Manche in der Region Normandie. Sie gehört zum Arrondissement Coutances und zum Kanton Créances.
Sie entstand mit Wirkung vom 1. Januar 2016 als Commune nouvelle durch die Zusammenlegung der ehemaligen Gemeinden Lithaire, Coigny, Prétot-Sainte-Suzanne und Saint-Jores, die in der neuen Gemeinde den Status einer Commune déléguée haben. Der Verwaltungssitz befindet sich im Ort Lithaire.

## Gliederung

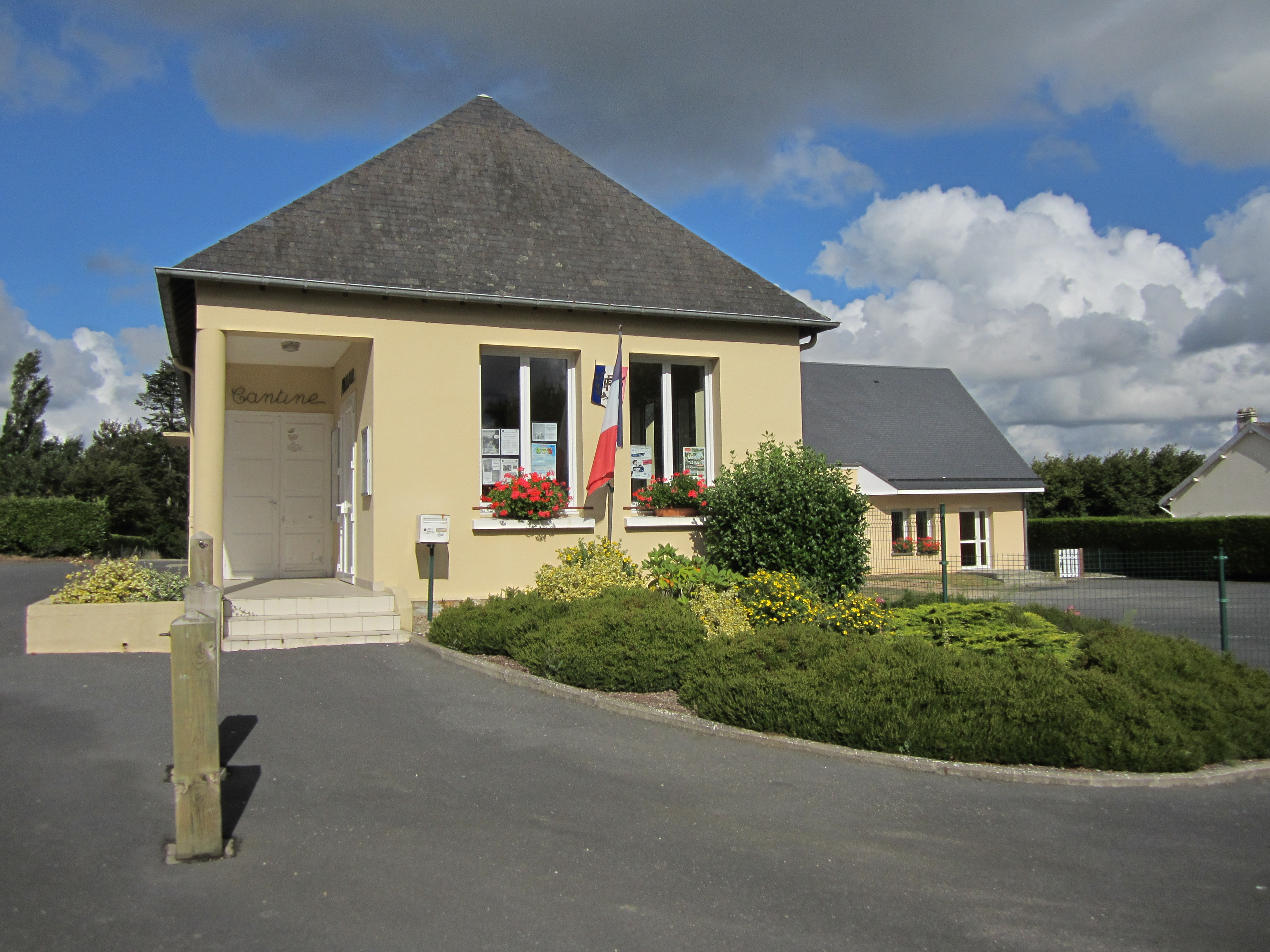
Ehemalige Mairie von Prétot-Sainte-Suzanne

| Ortsteil                   | ehemaliger INSEE-Code | Fläche (km²) | Einwohnerzahl zum 1. Januar 2022 |
| -------------------------- | --------------------- | ------------ | -------------------------------- |
| Lithaire (Verwaltungssitz) | 50273                 | 14,21        | 599                              |
| Coigny                     | 50136                 | 04,50        | 168                              |
| Prétot-Sainte-Suzanne      | 50415                 | 11,64        | 296                              |
| Saint-Jores                | 50497                 | 12,73        | 375                              |